# Brandmanchet
Een brandmanchet is een metalen huls met grafietinlage die rondom een buis aangebracht wordt in de doorloop (doorvoering) van een brandwerende scheidingswand of -vloer. De brandmanchet zal bij temperaturen boven de 150°C met kracht de opening tussen de buis en de wand afdichten. Ook de ruimte die vrijkomt door het verbranden van de leiding wordt door het grafiet afgedicht. Een brandmanchet is een voorbeeld van een brandwerende doorvoering.
Hiermee wordt voorkomen dat vlammen en giftige (brandbare) rookgassen ongehinderd, langs de buizen, in de naastgelegen ruimten terechtkomen. Dit is noodzakelijk omdat een, in het begin zeer kleine, opening voldoende is om de nog niet volledig verbrande warme rookgassen door de opening tussen de buis en de wand naar de naastgelegen ruimte te verplaatsen. Die kunnen daar opnieuw ontbranden met branddoorslag als gevolg.
- Indien er geen gebruik wordt gemaakt van een brandmanchet zullen de vlammen zich na circa 4 minuten verplaatsen naar naastgelegen ruimten waardoor de vlammen opnieuw vrij spel hebben.
- Gebruik bij het plaatsen van een brandmanchet altijd volledig metalen bevestigingsmaterialen.